# Прапор Межівського району
Пра́пор Межівсько́го райо́ну затверджений 31 жовтня 2003 р. сесією районної ради.

## Опис
Прапор являє собою прямокутне полотнище зі співвідношенням сторін 2:3, розділене на чотири рівновеликі прямокутні поля; на верхньому від древка та на нижньому з вільного краю жовтих полях червоні перехрещені козацька піка та молотило, два інші поля — зелені. Символіка і кольори прапора відповідають символіці герба Межівського району. Автор — О. Потап.

## Джерело
- Українська геральдика [Архівовано 7 березня 2016 у Wayback Machine.]